# Nightcore
En nightcore-redigering er et remix-spor, der fremskynder tonehøjden og tiden for dens kildemateriale med 10-30%. Navnet er afledt af Nightcore, en norsk duo, der udgav tonehøjde-skiftede versioner af trance- og eurodance-sange, men nu mere bredt henviser til enhver musik med forøget fart.

## 2000: Oprindelse
Nightcore-betegnelsen blev først brugt i 2002 som navn på et skoleprojekt af den norske DJ-duo Thomas S. Nilsen Fiction og Steffen Olga Søderholm. Navnet Nightcore betyder "vi er natens kerne, så du vil danse hele natten", anføres på deres hjemmeside med navnet "Nightcore is Hardcore". De to blev påvirket af toneskiftet i den tyske gruppe Scooters hardcore-sange "Nessaja" og "Ramp! (The Logical Song)", hvor de i et interview sagde at "Der var så få af disse slags kunstere, vi troede, at det blandede musik i vores stil ville det være en fornøjelse for os at lytte til" og "Nightcore er blevet en musikstil, en måde at gøre musikken gladere - "glad hardcore" som de siger."